# 얄개 행진곡
얄개 행진곡은 1977년 공개된 대한민국의 영화이다.

## 배역
- 이승현 : 나두수 역
- 김정훈 : 김호철 역
- 진유영 : 김용호 역
- 강주희 : 인숙 역
- 손창호
- 하명중 : 백상도 역
- 정윤희 : 나두주 역
- 김민규 : 나 교수 역